# Eduard Hallberg
Eduard Hallberg (* 6. August 2003) ist ein finnischer Skirennläufer. Er ist auf die technischen Disziplinen Riesenslalom und Slalom spezialisiert.

## Karriere
Hallberg ist Angehöriger der Minderheit der Finnlandschweden und stammt aus dem zweisprachigen Sipoo (schwedisch Sibbo). Sein internationales Renndebüt feierte er am 21. November 2019 bei einem FIS Riesenslalom in Bjorli. Sein erstes internationales Großereignis bestritt er nur wenige Monate später. Bei den Olympischen Jugend-Winterspielen in Lausanne belegte er als beste Platzierung den 13. Rang im Slalom.
Seinen ersten großen Erfolg feierte Hallberg bei den Juniorenweltmeisterschaften 2023. In St. Anton wurde er hinter dem Franzosen Alban Elezi Cannaferina Juniorenvizeweltmeister im Riesenslalom. Bis zu diesem Zeitpunkt war er hauptsächlich bei FIS-Rennen an den Start gegangen. Im Hinblick auf diese Leistung durfte Hallberg noch im selben Jahr bei den Weltmeisterschaften in Courchevel/Méribel an den Start gehen, konnte allerdings weder den Riesenslalom noch den Slalom beenden. Zum Ende der Saison gewann Hallberg seinen ersten finnischen Meistertitel, er siegte im Riesenslalom vor Samu Torsti. Am 9. Dezember 2023 gab Hallberg sein Weltcupdebüt beim Slalom von Val-d’Isère, konnte sich dabei allerdings nicht für den zweiten Durchgang qualifizieren. Am 10. März 2024 gewann er sein erstes Europacuprennen, den Slalom von Kläppen. Die Slalomwertung der Europacupsaison 2023/24 schloss Hallberg auf dem dritten Platz ab, wodurch er einen Fixstartplatz außerhalb des Nationenkontingents im Slalom für die Weltcupsaison 2024/25 erhält.
Direkt beim ersten Slalom der Saison, am 17. November 2024 in Levi konnte Hallberg mit Rang 24 sein ersten Punkte gewinnen. Nur eine Woche später, am 24. November, klassierte er sich beim Slalom von Gurgl zum ersten Mal unter den besten 10 eines Weltcuprennens.
Bei den Weltmeisterschaften in Saalbach belegte er den 12. Platz im Slalom. Im Riesenslalom schied er aus, ebenso in der erstmals ausgetragenen Team Kombination, zusammen mit Elian Lehto.

## Erfolge

### Weltmeisterschaften
- Courchevel/Méribel 2023: DNF Riesenslalom, DNF Slalom
- Saalbach-Hinterglemm 2025: 12. Slalom, DNF Riesenslalom, DNF Team Kombination

### Weltcup
- Eine Platzierung unter den besten 10

### Europacup
- Saison 2023/24: 3. Slalomwertung, 14. Gesamtwertung, 27. Riesenslalomwertung
- 4 Platzierungen unter den besten 5, davon 2 Siege

| Datum         | Ort     | Land     | Disziplin |
| ------------- | ------- | -------- | --------- |
| 10. März 2024 | Kläppen | Schweden | Slalom    |
| 17. März 2024 | Hafjell | Norwegen | Slalom    |

### Juniorenweltmeisterschaften
- Panorama 2022: 33. Super-G, 36. Abfahrt, 43. Slalom, DNF Riesenslalom, DNF Alpine Kombination
- St. Anton 2023: 2. Riesenslalom, 8. Mannschaft, DNF Super-G, DNF Slalom
- Haute-Savoie 2024: 10. Mannschaft, DNF Riesenslalom, DNF Slalom

### Olympische Jugend-Winterspiele
- Lausanne 2020: 13. Slalom, 21. Riesenslalom, DNF Super-G, DNF Alpine Kombination

### Europäisches Olympisches Winter-Jugendfestival
- Vuokatti 2021: 3. Mannschaft, 4. Parallelrennen, DNF Slalom

### Weitere Erfolge
- Finnischer Meister im Riesenslalom (2023, 2025)
- Finnischer Meister im Slalom (2025)
- 13 Siege bei FIS-Rennen